# Championnat d'Europe masculin de volley-ball des moins de 21 ans 1973
Navigation
Barcelone 1971 Francfort 1975
Le 4e championnat d'Europe de volley-ball masculin des moins de 21 ans (Juniors) s'est déroulé du 6 au 14 septembre 1973  à Voorburg (Pays-Bas).

## Déroulement de la compétition

### Tour préliminaire

#### Composition des groupes
| Poule G                                     | Poule H                                             | Poule J                                        | Poule K                                       | Poule L                                                                | Poule M                                    |
| ------------------------------------------- | --------------------------------------------------- | ---------------------------------------------- | --------------------------------------------- | ---------------------------------------------------------------------- | ------------------------------------------ |
| Site : Grootebroek Danemark France Pays-Bas | Site : Apeldoorn Allemagne de l'Ouest Roumanie URSS | Site : Boxmeer Belgique Espagne Israël Pologne | Site : Zwolle Bulgarie Finlande Grèce Turquie | Site : Winterswijk Autriche Hongrie Allemagne de l'Est Tchécoslovaquie | Site : Apeldoorn Écosse Italie Yougoslavie |

#### Poule G
| # | Équipe   | Pts | J | G | P | Sp | Sc | Ratio | Pp  | Pc  | Ratio |
| - | -------- | --- | - | - | - | -- | -- | ----- | --- | --- | ----- |
| 1 | Pays-Bas | 4   | 2 | 2 | 0 | 6  | 1  | 6     | 104 | 76  | 1.368 |
| 2 | France   | 3   | 2 | 1 | 1 | 4  | 4  | 1     | 103 | 103 | 1     |
| 3 | Danemark | 2   | 2 | 0 | 2 | 1  | 6  | 0.167 | 71  | 99  | 0.717 |

| Date     | Match               | Résultat | Sets  | Sets  | Sets | Sets  | Sets | Total Points |
| Date     | Match               | Résultat | 1     | 2     | 3    | 4     | 5    | Total Points |
| -------- | ------------------- | -------- | ----- | ----- | ---- | ----- | ---- | ------------ |
| 06.09.73 | Pays-Bas - Danemark | 3 - 0    | 15-12 | 15-8  | 15-7 | -     | -    | 45-27        |
| 07.09.73 | France - Danemark   | 3 - 1    | 15-8  | 15-10 | 9-15 | 15-11 | -    | 54-44        |
| 08.09.73 | Pays-Bas - France   | 3 - 1    | 14-16 | 15-12 | 15-9 | 15-12 | -    | 59-49        |

#### Poule H
| # | Équipe               | Pts | J | G | P | Sp | Sc | Ratio | Pp | Pc  | Ratio |
| - | -------------------- | --- | - | - | - | -- | -- | ----- | -- | --- | ----- |
| 1 | URSS                 | 4   | 2 | 2 | 0 | 6  | 1  | 6     | 97 | 42  | 2.31  |
| 2 | Roumanie             | 3   | 2 | 1 | 1 | 4  | 4  | 1     | 88 | 91  | 0.967 |
| 3 | Allemagne de l'Ouest | 2   | 2 | 0 | 2 | 1  | 6  | 0.167 | 49 | 101 | 0.485 |

| Date     | Match                           | Résultat | Sets | Sets  | Sets | Sets | Sets | Total Points |
| Date     | Match                           | Résultat | 1    | 2     | 3    | 4    | 5    | Total Points |
| -------- | ------------------------------- | -------- | ---- | ----- | ---- | ---- | ---- | ------------ |
| 06.09.73 | URSS - Allemagne de l'Ouest     | 3 - 0    | 15-2 | 15-4  | 15-4 | -    | -    | 45-10        |
| 07.09.73 | Roumanie - Allemagne de l'Ouest | 3 - 1    | 15-9 | 11-15 | 15-8 | 15-7 | -    | 56-39        |
| 08.09.73 | URSS - Roumanie                 | 3 - 1    | 15-9 | 7-15  | 15-4 | 15-4 | -    | 52-32        |

#### Poule J
| # | Équipe   | Pts | J | G | P | Sp | Sc | Ratio | Pp  | Pc  | Ratio |
| - | -------- | --- | - | - | - | -- | -- | ----- | --- | --- | ----- |
| 1 | Pologne  | 6   | 3 | 3 | 0 | 9  | 1  | 9     | 148 | 75  | 1.973 |
| 2 | Israël   | 5   | 3 | 2 | 1 | 7  | 5  | 1.4   | 150 | 148 | 1.014 |
| 3 | Espagne  | 4   | 3 | 1 | 2 | 5  | 8  | 0.625 | 138 | 165 | 0.836 |
| 4 | Belgique | 3   | 3 | 0 | 3 | 2  | 9  | 0.222 | 102 | 150 | 0.68  |

| Date     | Match              | Résultat | Sets  | Sets  | Sets  | Sets  | Sets  | Total Points |
| Date     | Match              | Résultat | 1     | 2     | 3     | 4     | 5     | Total Points |
| -------- | ------------------ | -------- | ----- | ----- | ----- | ----- | ----- | ------------ |
| 06.09.73 | Israël - Belgique  | 3 - 0    | 15-6  | 15-9  | 15-12 | -     | -     | 45-27        |
| 06.09.73 | Pologne - Espagne  | 3 - 0    | 15-6  | 15-5  | 15-4  | -     | -     | 45-15        |
| 07.09.73 | Pologne - Belgique | 3 - 0    | 15-11 | 15-4  | 15-10 | -     | -     | 45-25        |
| 07.09.73 | Israël - Espagne   | 3 - 2    | 13-15 | 15-11 | 15-9  | 12-15 | 15-13 | 70-63        |
| 08.09.73 | Espagne - Belgique | 3 - 2    | 10-15 | 15-6  | 15-7  | 5-15  | 15-7  | 60-50        |
| 08.09.73 | Pologne - Israël   | 3 - 1    | 13-15 | 15-4  | 15-4  | 15-12 | -     | 58-35        |

#### Poule K
| # | Équipe   | Pts | J | G | P | Sp | Sc | Ratio | Pp  | Pc  | Ratio |
| - | -------- | --- | - | - | - | -- | -- | ----- | --- | --- | ----- |
| 1 | Bulgarie | 6   | 3 | 3 | 0 | 9  | 1  | 9     | 145 | 74  | 1.959 |
| 2 | Grèce    | 4   | 3 | 1 | 2 | 6  | 7  | 0.857 | 158 | 158 | 1     |
| 3 | Turquie  | 4   | 3 | 1 | 2 | 5  | 8  | 0.625 | 135 | 164 | 0.823 |
| 4 | Finlande | 4   | 3 | 1 | 2 | 4  | 8  | 0.5   | 120 | 162 | 0.741 |

| Date     | Match               | Résultat | Sets  | Sets  | Sets  | Sets  | Sets | Total Points |
| Date     | Match               | Résultat | 1     | 2     | 3     | 4     | 5    | Total Points |
| -------- | ------------------- | -------- | ----- | ----- | ----- | ----- | ---- | ------------ |
| 06.09.73 | Bulgarie - Finlande | 3 - 0    | 15-0  | 15-9  | 15-7  | -     | -    | 45-16        |
| 06.09.73 | Turquie - Grèce     | 3 - 2    | 3-15  | 16-14 | 13-15 | 15-7  | 15-5 | 62-56        |
| 07.09.73 | Bulgarie - Turquie  | 3 - 0    | 15-6  | 15-1  | 15-8  | -     | -    | 45-15        |
| 07.09.73 | Grèce - Finlande    | 3 - 1    | 15-12 | 15-7  | 14-16 | 15-6  | -    | 59-41        |
| 08.09.73 | Finlande - Turquie  | 3 - 2    | 10-15 | 15-9  | 7-15  | 16-14 | 15-5 | 63-58        |
| 08.09.73 | Bulgarie - Grèce    | 3 - 1    | 15-9  | 10-15 | 15-7  | 15-12 | -    | 55-43        |

#### Poule L
| # | Équipe             | Pts | J | G | P | Sp | Sc | Ratio | Pp  | Pc  | Ratio |
| - | ------------------ | --- | - | - | - | -- | -- | ----- | --- | --- | ----- |
| 1 | Tchécoslovaquie    | 6   | 3 | 3 | 0 | 9  | 2  | 4.5   | 152 | 107 | 1.421 |
| 2 | Allemagne de l'Est | 5   | 3 | 2 | 1 | 7  | 4  | 1.75  | 145 | 101 | 1.436 |
| 3 | Hongrie            | 4   | 3 | 1 | 2 | 5  | 6  | 0.833 | 124 | 126 | 0.984 |
| 4 | Autriche           | 3   | 3 | 0 | 3 | 0  | 9  | 0     | 48  | 135 | 0.356 |

| Date     | Match                                | Résultat | Sets  | Sets  | Sets  | Sets  | Sets | Total Points |
| Date     | Match                                | Résultat | 1     | 2     | 3     | 4     | 5    | Total Points |
| -------- | ------------------------------------ | -------- | ----- | ----- | ----- | ----- | ---- | ------------ |
| 06.09.73 | Tchécoslovaquie - Autriche           | 3 - 0    | 15-4  | 15-6  | 15-7  | -     | -    | 45-17        |
| 06.09.73 | Allemagne de l'Est - Hongrie         | 3 - 1    | 15-12 | 8-15  | 15-7  | 15-2  | -    | 53-36        |
| 07.09.73 | Allemagne de l'Est - Autriche        | 3 - 0    | 15-3  | 15-6  | 15-3  | -     | -    | 45-12        |
| 07.09.73 | Tchécoslovaquie - Hongrie            | 3 - 1    | 15-3  | 15-11 | 8-15  | 16-14 | -    | 54-43        |
| 08.09.73 | Hongrie - Autriche                   | 3 - 0    | 15-9  | 15-4  | 15-6  | -     | -    | 45-19        |
| 08.09.73 | Tchécoslovaquie - Allemagne de l'Est | 3 - 1    | 15-11 | 8-15  | 15-11 | 15-10 | -    | 53-47        |

#### Poule M
| # | Équipe      | Pts | J | G | P | Sp | Sc | Ratio | Pp | Pc | Ratio |
| - | ----------- | --- | - | - | - | -- | -- | ----- | -- | -- | ----- |
| 1 | Italie      | 4   | 2 | 2 | 0 | 6  | 0  | MAX   | 90 | 31 | 2.903 |
| 2 | Yougoslavie | 3   | 2 | 1 | 1 | 3  | 3  | 1     | 68 | 56 | 1.214 |
| 3 | Écosse      | 2   | 2 | 0 | 2 | 0  | 6  | 0     | 19 | 90 | 0.211 |

| Date     | Match                | Résultat | Sets  | Sets | Sets | Sets | Sets | Total Points |
| Date     | Match                | Résultat | 1     | 2    | 3    | 4    | 5    | Total Points |
| -------- | -------------------- | -------- | ----- | ---- | ---- | ---- | ---- | ------------ |
| 06.09.73 | Yougoslavie - Écosse | 3 - 0    | 15-2  | 15-7 | 15-2 | -    | -    | 45-11        |
| 07.09.73 | Yougoslavie - Italie | 0 - 3    | 12-15 | 7-15 | 4-15 | -    | -    | 23-45        |
| 08.09.73 | Italie - Écosse      | 3 - 0    | 15-0  | 15-3 | 15-5 | -    | -    | 45-8         |

### Tour final

#### Poule de Classement 19 à 21 (Beverwijk)
| # | Équipe   | Pts | J | G | P | Sp | Sc | Ratio | Pp  | Pc  | Ratio |
| - | -------- | --- | - | - | - | -- | -- | ----- | --- | --- | ----- |
| 1 | Finlande | 4   | 2 | 2 | 0 | 6  | 4  | 1.5   | 129 | 107 | 1.206 |
| 2 | Belgique | 3   | 2 | 1 | 1 | 5  | 3  | 1.667 | 101 | 87  | 1.161 |
| 3 | Autriche | 2   | 2 | 0 | 2 | 2  | 6  | 0.333 | 73  | 109 | 0.67  |

| Date     | Match               | Résultat | Sets  | Sets | Sets | Sets  | Sets | Total Points |
| Date     | Match               | Résultat | 1     | 2    | 3    | 4     | 5    | Total Points |
| -------- | ------------------- | -------- | ----- | ---- | ---- | ----- | ---- | ------------ |
| 10.09.73 | Finlande - Belgique | 3 - 2    | 13-15 | 7-15 | 15-7 | 15-13 | 15-6 | 65-56        |
| 11.09.73 | Belgique - Autriche | 3 - 0    | 15-11 | 15-2 | 15-9 | -     | -    | 45-22        |
| 12.09.73 | Finlande - Autriche | 3 - 2    | 15-11 | 9-15 | 15-5 | 10-15 | 15-5 | 64-51        |

#### Poule de Classement 13 à 18 (Hardenberg)
| # | Équipe               | Pts | J | G | P | Sp | Sc | Ratio | Pp  | Pc  | Ratio |
| - | -------------------- | --- | - | - | - | -- | -- | ----- | --- | --- | ----- |
| 1 | Hongrie              | 9   | 5 | 4 | 1 | 14 | 3  | 4.667 | 245 | 121 | 2.025 |
| 2 | Turquie              | 9   | 5 | 4 | 1 | 13 | 7  | 1.857 | 260 | 200 | 1.3   |
| 3 | Allemagne de l'Ouest | 9   | 5 | 4 | 1 | 12 | 8  | 1.5   | 244 | 212 | 1.151 |
| 4 | Espagne              | 7   | 5 | 2 | 3 | 10 | 11 | 0.909 | 249 | 231 | 1.078 |
| 5 | Danemark             | 6   | 5 | 1 | 4 | 7  | 12 | 0.583 | 182 | 233 | 0.781 |
| 6 | Écosse               | 5   | 5 | 0 | 5 | 0  | 15 | 0     | 42  | 225 | 0.187 |

| Date     | Match                           | Résultat | Sets  | Sets  | Sets  | Sets  | Sets  | Total Points |
| Date     | Match                           | Résultat | 1     | 2     | 3     | 4     | 5     | Total Points |
| -------- | ------------------------------- | -------- | ----- | ----- | ----- | ----- | ----- | ------------ |
| 10.09.73 | Allemagne de l'Ouest - Danemark | 3 - 2    | 11-15 | 15-8  | 15-2  | 9-15  | 15-8  | 65-48        |
| 10.09.73 | Espagne - Écosse                | 3 - 0    | 15-2  | 15-4  | 15-3  | -     | -     | 45-9         |
| 10.09.73 | Turquie - Hongrie               | 3 - 2    | 8-15  | 15-13 | 15-11 | 7-15  | 15-11 | 60-65        |
| 11.09.73 | Hongrie - Danemark              | 3 - 0    | 15-7  | 15-10 | 15-4  | -     | -     | 45-21        |
| 11.09.73 | Turquie - Écosse                | 3 - 0    | 15-5  | 15-1  | 15-1  | -     | -     | 45-7         |
| 11.09.73 | Allemagne de l'Ouest - Espagne  | 3 - 2    | 14-16 | 15-13 | 6-15  | 15-12 | 15-10 | 65-66        |
| 12.09.73 | Espagne - Danemark              | 3 - 2    | 13-15 | 15-2  | 13-15 | 15-13 | 15-3  | 71-48        |
| 12.09.73 | Allemagne de l'Ouest - Turquie  | 3 - 1    | 15-13 | 8-15  | 15-8  | 15-10 | -     | 53-46        |
| 12.09.73 | Hongrie - Écosse                | 3 - 0    | 15-2  | 15-6  | 15-4  | -     | -     | 45-12        |
| 10.09.73 | Danemark - Écosse               | 3 - 0    | 15-1  | 15-2  | 15-4  | -     | -     | 45-7         |
| 13.09.73 | Hongrie - Allemagne de l'Ouest  | 3 - 0    | 15-5  | 15-4  | 15-7  | -     | -     | 45-16        |
| 13.09.73 | Turquie - Espagne               | 3 - 2    | 15-8  | 15-8  | 5-15  | 14-16 | 15-8  | 64-55        |
| 14.09.73 | Turquie - Danemark              | 3 - 0    | 15-10 | 15-8  | 15-2  | -     | -     | 45-20        |
| 14.09.73 | Hongrie - Espagne               | 3 - 0    | 15-0  | 15-8  | 15-4  | -     | -     | 45-12        |
| 14.09.73 | Allemagne de l'Ouest - Écosse   | 3 - 0    | 15-1  | 15-6  | 15-0  | -     | -     | 45-7         |

#### Poule de Classement 7 à 12 (SchagenetGrootebroek)
| # | Équipe             | Pts | J | G | P | Sp | Sc | Ratio | Pp  | Pc  | Ratio |
| - | ------------------ | --- | - | - | - | -- | -- | ----- | --- | --- | ----- |
| 1 | Allemagne de l'Est | 10  | 5 | 5 | 0 | 15 | 3  | 5     | 252 | 148 | 1.703 |
| 2 | Yougoslavie        | 9   | 5 | 4 | 1 | 13 | 6  | 2.167 | 254 | 206 | 1.233 |
| 3 | Grèce              | 8   | 5 | 3 | 2 | 11 | 8  | 1.375 | 240 | 219 | 1.096 |
| 4 | Roumanie           | 7   | 5 | 2 | 3 | 9  | 11 | 0.818 | 234 | 262 | 0.893 |
| 5 | France             | 6   | 5 | 1 | 4 | 4  | 14 | 0.286 | 190 | 256 | 0.742 |
| 6 | Israël             | 5   | 5 | 0 | 5 | 5  | 15 | 0.333 | 193 | 272 | 0.71  |

| Date     | Match                            | Résultat | Sets  | Sets  | Sets  | Sets  | Sets | Total Points |
| Date     | Match                            | Résultat | 1     | 2     | 3     | 4     | 5    | Total Points |
| -------- | -------------------------------- | -------- | ----- | ----- | ----- | ----- | ---- | ------------ |
| 10.09.73 | Yougoslavie - Allemagne de l'Est | 1 - 3    | 12-15 | 8-15  | 15-6  | 7-15  | -    | 42-51        |
| 10.09.73 | Grèce - France                   | 3 - 1    | 14-16 | 15-3  | 15-10 | 15-6  | -    | 59-35        |
| 10.09.73 | Roumanie - Israël                | 3 - 2    | 15-9  | 12-15 | 4-15  | 15-3  | 15-8 | 61-50        |
| 11.09.73 | Yougoslavie - France             | 3 - 0    | 15-11 | 15-8  | 15-9  | -     | -    | 45-28        |
| 11.09.73 | Allemagne de l'Est - Roumanie    | 3 - 1    | 15-11 | 13-15 | 15-1  | 15-5  | -    | 58-32        |
| 11.09.73 | Grèce - Israël                   | 3 - 0    | 15-13 | 15-3  | 15-11 | -     | -    | 45-27        |
| 12.09.73 | Yougoslavie - Israël             | 3 - 1    | 15-11 | 6-15  | 15-9  | 15-13 | -    | 51-48        |
| 12.09.73 | Grèce - Roumanie                 | 3 - 1    | 15-11 | 11-15 | 15-10 | 15-11 | -    | 56-47        |
| 12.09.73 | Allemagne de l'Est - France      | 3 - 0    | 15-2  | 15-10 | 15-6  | -     | -    | 45-18        |
| 13.09.73 | Yougoslavie - Grèce              | 3 - 1    | 12-15 | 15-5  | 15-10 | 15-5  | -    | 57-35        |
| 13.09.73 | Allemagne de l'Est - Israël      | 3 - 0    | 15-4  | 15-6  | 15-1  | -     | -    | 45-11        |
| 13.09.73 | Roumanie - France                | 3 - 0    | 20-18 | 15-13 | 15-8  | -     | -    | 50-39        |
| 14.09.73 | Yougoslavie - Roumanie           | 3 - 1    | 15-12 | 15-3  | 13-15 | 16-14 | -    | 59-44        |
| 14.09.73 | Allemagne de l'Est - Grèce       | 3 - 1    | 8-15  | 15-11 | 15-12 | 15-7  | -    | 53-45        |
| 14.09.73 | France - Israël                  | 3 - 2    | 15-13 | 14-16 | 15-8  | 11-15 | 15-5 | 70-57        |

#### Poule Finale (Voorburg)
| # | Équipe          | Pts | J | G | P | Sp | Sc | Ratio | Pp  | Pc  | Ratio |
| - | --------------- | --- | - | - | - | -- | -- | ----- | --- | --- | ----- |
| 1 | URSS            | 10  | 5 | 5 | 0 | 15 | 0  | MAX   | 225 | 115 | 1.957 |
| 2 | Tchécoslovaquie | 9   | 5 | 4 | 1 | 12 | 6  | 2     | 228 | 191 | 1.194 |
| 3 | Pologne         | 8   | 5 | 3 | 2 | 10 | 8  | 1.25  | 234 | 227 | 1.031 |
| 4 | Italie          | 7   | 5 | 2 | 3 | 9  | 10 | 0.9   | 223 | 225 | 0.991 |
| 5 | Bulgarie        | 6   | 5 | 1 | 4 | 4  | 12 | 0.333 | 154 | 214 | 0.72  |
| 6 | Pays-Bas        | 5   | 5 | 0 | 5 | 1  | 15 | 0.067 | 144 | 236 | 0.61  |

| Date     | Match                      | Résultat | Sets  | Sets  | Sets  | Sets  | Sets | Total Points |
| Date     | Match                      | Résultat | 1     | 2     | 3     | 4     | 5    | Total Points |
| -------- | -------------------------- | -------- | ----- | ----- | ----- | ----- | ---- | ------------ |
| 10.09.73 | Italie - Bulgarie          | 3 - 1    | 15-12 | 15-2  | 5-15  | 15-7  | -    | 50-36        |
| 10.09.73 | Tchécoslovaquie - Pays-Bas | 3 - 1    | 11-15 | 15-10 | 15-7  | 15-1  | -    | 56-33        |
| 10.09.73 | URSS - Pologne             | 3 - 0    | 15-6  | 15-9  | 15-13 | -     | -    | 45-28        |
| 11.09.73 | Pologne - Pays-Bas         | 3 - 0    | 15-8  | 15-13 | 15-12 | -     | -    | 45-33        |
| 11.09.73 | Tchécoslovaquie - Bulgarie | 3 - 0    | 15-6  | 15-8  | 15-5  | -     | -    | 45-19        |
| 11.09.73 | URSS - Italie              | 3 - 0    | 15-12 | 15-8  | 15-4  | -     | -    | 45-24        |
| 12.09.73 | URSS - Bulgarie            | 3 - 0    | 15-12 | 15-4  | 15-10 | -     | -    | 45-26        |
| 12.09.73 | Italie - Pays-Bas          | 3 - 0    | 15-12 | 15-8  | 15-8  | -     | -    | 45-28        |
| 12.09.73 | Tchécoslovaquie - Pologne  | 3 - 1    | 14-16 | 18-16 | 15-9  | 15-8  | -    | 62-49        |
| 12.09.73 | URSS - Pays-Bas            | 3 - 0    | 15-2  | 15-8  | 15-11 | -     | -    | 45-21        |
| 13.09.73 | Tchécoslovaquie - Italie   | 3 - 1    | 15-13 | 15-6  | 4-15  | 15-11 | -    | 49-45        |
| 13.09.73 | Pologne - Bulgarie         | 3 - 0    | 15-11 | 15-11 | 15-6  | -     | -    | 45-28        |
| 14.09.73 | Bulgarie - Pays-Bas        | 3 - 0    | 15-7  | 15-10 | 15-12 | -     | -    | 45-29        |
| 14.09.73 | Pologne - Italie           | 3 - 2    | 15-9  | 15-17 | 15-13 | 7-15  | 15-5 | 67-59        |
| 14.09.73 | URSS - Tchécoslovaquie     | 3 - 0    | 15-6  | 15-6  | 15-4  | -     | -    | 45-16        |

## Classement final
| Place              | Équipe               |
| ------------------ | -------------------- |
| Médaille d'or      | URSS                 |
| Médaille d'argent  | Tchécoslovaquie      |
| Médaille de bronze | Pologne              |
| 4                  | Italie               |
| 5                  | Bulgarie             |
| 6                  | Pays-Bas             |
| 7                  | Allemagne de l'Est   |
| 8                  | Yougoslavie          |
| 9                  | Grèce                |
| 10                 | Roumanie             |
| 11                 | France               |
| 12                 | Israël               |
| 13                 | Hongrie              |
| 14                 | Turquie              |
| 15                 | Allemagne de l'Ouest |
| 16                 | Espagne              |
| 17                 | Danemark             |
| 18                 | Écosse               |
| 19                 | Finlande             |
| 20                 | Belgique             |
| 21                 | Autriche             |